# Dej mi své jméno
Dej mi své jméno (v anglickém originále Call Me by Your Name) je romantický film z roku 2017. Režie se ujal Luca Guadagnino a scénáře James Ivory. Snímek je inspirován  stejnojmenným románem od Andrého Acimana. Je to třetí a poslední film trilogie Desire, Mé jméno je láska (2009) a Oslněni sluncem (2015). Odehrává se v roce 1983 v Itálii, kde se vypráví příběh sedmnáctiletého Elia Perlmana a otcova asistenta Olivera. Ve filmu hrají Timothée Chalamet, Armie Hammer, Michael Stuhlbarg, Amira Casar, Esther Garrel a Victore Du Bois. Film se promítal na Filmovém festivalu Sundance. Do kin byl oficiálně uveden 24. listopadu 2017. V České republice měl premiéru 22. března 2018.

## Děj
Do italské vily židovského archeologa přijede na prázdninový pobyt 24letý univerzitní student Oliver z USA. Jejich 17letý syn Elio si s Oliverem zpočátku nerozumí a nemají toho mnoho společného. Později však tráví stále více volného času a stanou se z nich přátelé. Nedlouho potom však jejich přátelství přeroste v něco mnohem víc a společně prožijí nezávazný románek. Oliver ovšem musí na konci léta odjet zpět do USA a hluboké přátelství tak mezi nimi končí.

## Obsazení
| Armie Hammer      | Oliver          |
| Timothée Chalamet | Elio Perlman    |
| Michael Stuhlbarg | pan Perlman     |
| Amira Casar       | Annella Perlman |
| Esther Garrel     | Marzia          |
| Victoire Du Bois  | Chiara          |
| Vanda Capriolo    | Mafalda         |
| Antonio Rimoldi   | Anchise         |
| Elena Bucci       | historička      |
| Marco Sgrosso     | historik        |
| André Aciman      | Mounir          |
| Peter Spears      | Isaac           |

## Přijetí

### Tržby
V Severní Americe byl limitovaně uveden do kin 24. listopadu 2017. Za první víkend vydělal 404 874 dolarů. Druhý víkend vydělal 281 288 dolarů. K 10. prosinci 2017 snímek vydělal přes 2 miliony dolarů.
Ve Spojeném království měl premiéru dne 27. října 2017 a za první víkend vydělala z 112 kin 306 tisíc dolarů. Po deseti dnech vydělal 745 tisíc dolarů.

### Recenze
Film získal pozitivní recenze od kritiků. Na recenzní stránce Rotten Tomatoes získal ze 218 započtených recenzí 97 procent s průměrným ratingem 8,9 bodů z deseti. Na serveru Metacritic snímek získal z 50 recenzí 93 bodů ze sta. Na Česko-Slovenské filmové databázi snímek získal 82%.